# Incidente del Trent

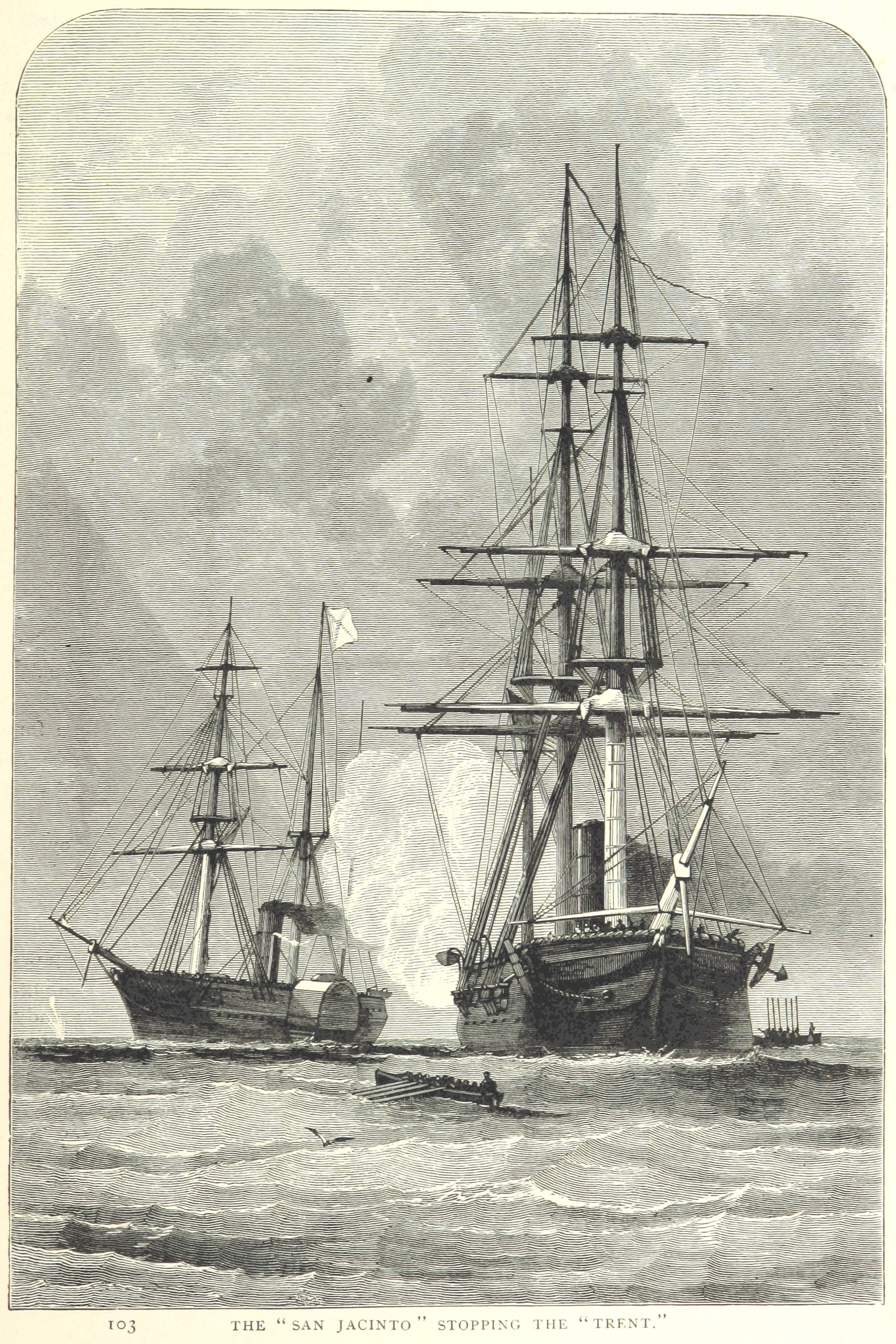
El San Jacinto (derecha) deteniendo al Trent

El incidente del Trent fue un incidente diplomático ocurrido en 1861 durante la guerra de Secesión que amenazó con una guerra entre Estados Unidos y el Reino Unido. La Armada estadounidense capturó a dos enviados confederados en un barco de vapor británico del Royal Mail; el gobierno británico protestó enérgicamente. Estados Unidos puso fin al incidente liberando a los enviados.
El 8 de noviembre de 1861, el USS San Jacinto, comandado por el capitán de la Unión Charles Wilkes, interceptó el paquebote británico RMS Trent y retiró, como contrabando de guerra, a dos enviados confederados: James Murray Mason y John Slidell. Los enviados se dirigían al Reino Unido y Francia para insistir en el reconocimiento diplomático de la Confederación y para presionar por un posible apoyo financiero y militar.
La reacción pública en Estados Unidos fue celebrar la captura y unirse contra los británicos, amenazando con la guerra. En los estados confederados, se esperaba que el incidente condujera a una ruptura permanente de las relaciones angloestadounidenses y posiblemente incluso a la guerra, o al menos al reconocimiento diplomático por parte del Reino Unido. Los confederados se dieron cuenta de que su independencia dependía potencialmente de la intervención británica y francesa. En Reino Unido hubo una desaprobación generalizada de esta violación de sus derechos como nación neutral y del insulto a su honor nacional. El gobierno británico exigió una disculpa y la liberación de los prisioneros y tomó medidas para reforzar sus fuerzas militares en la Norteamérica británica y el Atlántico Norte.
El presidente Abraham Lincoln y sus principales asesores no querían arriesgarse a una guerra contra el Reino Unido por esta cuestión. Tras varias semanas de tensión, la crisis se resolvió cuando el gobierno de Lincoln liberó a los enviados y desautorizó las acciones del capitán Wilkes, aunque sin una disculpa formal. Mason y Slidell reanudaron su viaje a Europa.